# Hamilton's Great Adventure
Hamilton's Great Adventure est un jeu vidéo de réflexion développé et édité par Fatshark en 2011 sur Windows, PlayStation 3 et Android.

## Accueil
- IGN : 7/10[1]